# Alepidocline
Alepidocline é um género botânico pertencente à família Asteraceae.

## Espécies
Apresenta quatro espécies:
- Alepidocline annua
- Alepidocline breedlovei
- Alepidocline macdonaldana
- Alepidocline trifida